# Учтепинский район
Учтепинский район (узб. Uchtepa tumani / Учтепа тумани) — административно-территориальная единица города Ташкента. Расположен в западной части столицы. Современная площадь — 2400 гектаров (2009), население — 265,9 тысяч человек.

## История
Акмаль-Икрамовский район города Ташкента был создан 15 сентября 1977 года на части территории Чиланзарского и Октябрьского районов. Район был назван в честь советского государственного и партийного деятеля, одного из руководителей УзССР Акмаля Икрамовича Икрамова. 6 мая 2005 года был переименован в Учтепинский район города Ташкента. Новое название района было дано по наименованию исторической местности Учтепа (три холма), известной с XVIII века.

## Расположение и границы
На севере и северо-востоке Учтепинский район граничит с Шайхантахурским районом, на востоке и юге с Чиланзарским районом, на западе с Зангиатинским районом Ташкентской области.
Граница с Шайхантахурским районом проходит по улице Истирохат и Малой кольцевой автомобильной дороге.
Граница с Чиланзарским районом проходит по улице Кичик Халка Йули (Малая кольцевая автодорога), улице Заргарлик, улице Катта Каъни и улице Гулистан.
Граница с Зангиатинским районом Ташкентской области проходит по Ташкентской кольцевой автомобильной дороге, каналу Бозсу, каналу Каракамыш.

## Физическая география
По территории района протекают водные каналы Бозсу, Каракамыш, Джарарык, Кукча (с концевым отводом Бирлик). Площадь озеленения района составляет 486 гектаров (20 % территории).

## Транспорт
В Учтепинском районе 481 улица, основными из которых являются улица Лутфий, улица Маннона Уйгура, улица Фархадская, улица Истирохат, улица Фазилтепа, улица Назарбек, улица Бешкарагач и улица Кичик Халка Йули (Малая кольцевая автодорога).

## Жилищный фонд
В состав района входят кварталы 9а, 11-15, 21-26, 30-31 массива Чиланзар, массивы «Караван базар», «Урикзар», «Гулистан».

## Предприятия и организации
На территории Учтепинского района действуют 2650 организаций и предприятий, 2208 микрофирм и 97 совместных предприятий, такие как завод «Электрощит», комбинат «Шайхантахур-текстиль», крупнейшие торговые комплексы Ташкента и многие другие.

## Образование и наука
На территории района находятся Ташкентский университет мировых языков, Государственная налоговая академия, Ташкентский юридический техникум .

## Объекты культурного наследия
В Учтепинском районе находятся археологические памятники республиканского значения комплекс Чупан-ата (вероятно, XVIII век), городище Фазылтепа (V—XII века), мечеть Саидваккос.